# Christer Pettersson

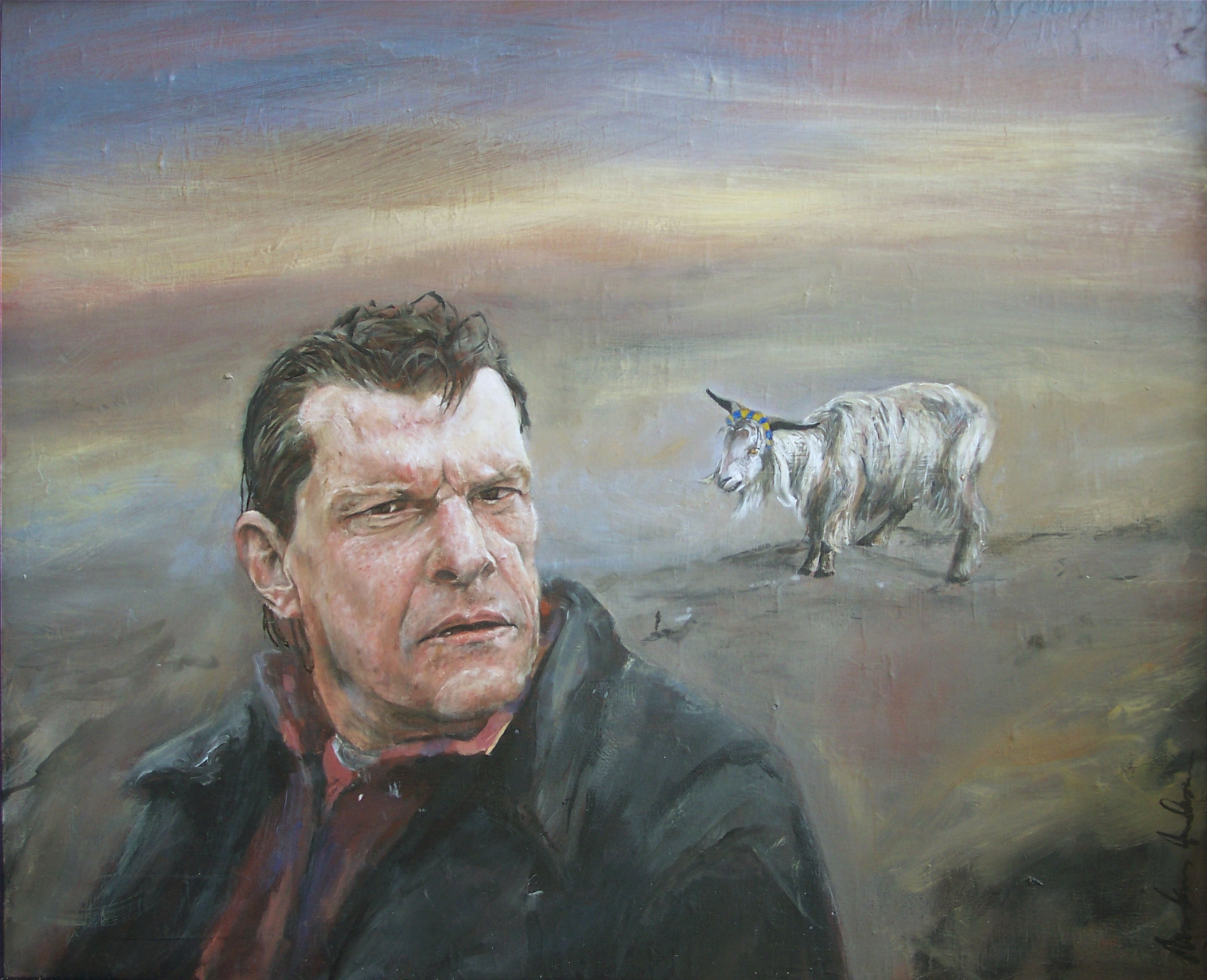
Gemälde „Svenska syndabockar“ (dt. „Schwedische Sündenböcke“) von Markus Andersson (2005)

Carl Gustaf Christer Pettersson (* 23. April 1947 in Solna; † 29. September 2004 ebenda) war einer der Hauptverdächtigen im Fall der Ermordung des schwedischen Ministerpräsidenten Olof Palme im Februar 1986.

## Leben
Pettersson geriet kurz vor Weihnachten 1970 in einen Streit mit zwei Männern und tötete einen von ihnen mit einem Bajonett. Er wurde verhaftet und in einer geschlossenen psychiatrischen Anstalt untergebracht. Weniger als zwei Jahre später wurde er für gesund erklärt und entlassen.
1989 wurde Pettersson nach intensiven Ermittlungen der schwedischen Polizei zum Mord an Olof Palme vor einem schwedischen Gericht schuldig gesprochen. In zweiter Instanz wurde er jedoch freigesprochen, weil die Ermittler bei der entscheidenden Gegenüberstellung der Witwe Palmes einen Tipp gegeben hatten, der auf Pettersson hinwies. Pettersson erhielt daraufhin 300.000 schwedische Kronen als Haftentschädigung. Ab diesem Zeitpunkt erzielte er Einnahmen mit dem Verkauf seiner Geschichte an Tageszeitungen.
Pettersson starb am 29. September 2004 im Alter von 57 Jahren im Karolinska Sjukhuset in Solna bei Stockholm an schweren Kopfverletzungen. Dort war er 13 Tage zuvor eingeliefert worden, nachdem er bei einem Sturz schwere Hirnblutungen erlitten hatte.
Am 2. Februar 2007 berichtete die langjährige Freundin Petterssons gegenüber einem Journalisten der Zeitung Aftonbladet, dass Pettersson ihr gegenüber den Mord an Olof Palme gestanden habe. Der Kleinkriminelle gab demnach gegenüber seiner Geliebten als Motiv an, er habe einem Freund „geholfen“, der wegen Steuerproblemen Rache an Palme als Regierungschef nehmen wollte.
Palmes Witwe war bis zu ihrem Tode im Oktober 2018 von Petterssons Täterschaft überzeugt. 2018 wurde bekannt, dass der damalige Chefermittler Zeugen aus der organisierten Kriminalität unter Druck gesetzt hatte, die daraufhin Pettersson belasteten. Der seit Februar 2017 im Mordfall Palme ermittelnde Staatsanwalt Krister Petersson hielt Christer Pettersson für unschuldig.
Am 10. Juni 2020, 34 Jahre nach der Tat, gab die schwedische Staatsanwaltschaft an, dass sie mit Stig Engström einen Tatverdächtigen ausgemacht hat, den sie für den Mörder hält. Dieser war bereits 20 Jahre zuvor verstorben; das Verfahren wurde daher eingestellt.